# Urbatagirk
Urbatagirk (arm. Ուրբաթագիրք; hrv. Knjiga o petku) je prva tiskana knjiga na armenskom jeziku. Knjigu je 1512. godine u Veneciji izdao armenski tiskar Hakob Meghapart koji je ondje usavršavao svoj zanat. Djelo je vjerske i sekularne tematike a sadrži molitve za bolesne, drevne zapise, duge citate Grgura iz Nareka (preuzeto iz Knjige tužnih pjesama), molitve sv. Ciprijana i Justine i dr.
Djelo se sastoji od 124 stranice (koje nisu numerirane) tiskane crnom i crvenom tintom a unutar njih se nalaze 24 ilustracije. Pri samom tiskanju je odabran font koji bi bio najsličniji rukopisu. Crvena tinta je korištena na početku knjige te određenim dijelovima. Kod ilustracija je primijenjen drvorez kao grafička tehnika visokog tiska dok su na slikama katoličkih svećenika oni prikazivani s crnim kapuljačama kako bi što vjernije nalikovali na armensko svećenstvo.
Danas postoje dva primjerka Urbatagirka od čega se jedan nalazi u armenskoj nacionalnoj knjižnici a drugi primjerak je pohranjen na otoku San Lazzaro degli Armeni u venecijanskoj laguni gdje je bio dom Mekhitarista, benediktinskih redovnika armenske katoličke zajednice.

## Vanjske poveznice
- Skenirana verzija Urbatagirka  Arhivirana inačica izvorne stranice od 7. studenoga 2017. (Wayback Machine)